# Szeptember 9.
Szeptember 9. az év 252. (szökőévben 253.) napja a Gergely-naptár szerint. Az évből még 113 nap van hátra.
Névnapok: Ádám + Gara, Gorgiás, Omár, Orgona, Péter, Pető, Szergiusz, Sziringa, Vulfia

## Események
- I. e. 490 – A marathóni csata kezdete a megszálló perzsa haderő és a görög városállamok hadseregei között. A maratoni futás mint sportág, innen származik.
- 1261 – IV. Béla király rendeletében megújította az egri püspökség különleges jogait és kiváltságait.
- 1552 – A törökök 35-40  ezer fős hadserege megkezdi a Dobó István parancsnoksága alatt álló egri vár ostromát.
- 1776 – Amerikában e naptól kezdve hivatalos az „Egyesült Államok„ név az a „Egyesült Kolóniák” helyett. (2. Kontinentális Kongresszus döntése).
- 1791  – Az Amerikai Egyesült Államokban a Potomac északi partján épített új „szövetségi várost” George Washingtonról nevezik el.
- 1805 – Franciaországban megszüntetik a forradalmi naptár használatát és visszatérnek a Gergely-naptárra.
- 1850 – Kalifornia lett az USA 31. állama.
- 1852 – Dzsombe Szudi mohéli királynő (szultána) Mohéli (Comore-szigetek) székhelyén, Fomboniban feleségül ment Szaidi (Szajjid) Hamada (Muhammad bin Nasszer Al-Buszaidi) Makadara (Mkadara) zanzibári és ománi herceghez.
- 1886 – A Berni Egyezmény véglegesítése.
- 1901 – Az Osztrák–Magyar Monarchia diplomáciai kapcsolatba lép Mexikóval.
- 1911 – A légiposta szolgáltatás kezdete (British Post Office).
- 1925 – Klebelsberg Kuno vallás- és közoktatásügyi miniszter bejelenti, hogy a kormány 7,5 millió aranykoronát fordít tanyasi iskolák építésére.
- 1928 – Asboth Oszkár találmányának, a helikopternek első felszállása.
- 1930 – A Magyarországi Szociáldemokrata Párt XXVII. Kongresszusa.
- 1941 – Szlovákiában kiadják a zsidóellenes intézkedéseket összefoglaló törvényt, az ún. Zsidó Kódexet.
- 1944 – A Szovjetunió felszabadítja Bulgáriát.
- 1948 – Észak-Korea megváltoztatja nevét, megalakul a Koreai Népi Demokratikus Köztársaság.
- 1948 – Farkas Mihály lesz a honvédelmi miniszter. Megindul a honvédség átalakítása néphadsereggé.
- 1965 – Megalakul az Országos Népművelési Tanács.
- 1968 – Az Amerikai Egyesült Államokban elkezdik építeni a Nimitz-et (CVN-68) , világ legnagyobb repülőgép-anyahajóját.
- 1970 – Kambodzsában kikiáltják a nyugatbarát Khmer Köztársaságot, melynek következtében polgárháború tör ki Lon Nol tábornok hívei (akiket az USA és Dél-Vietnám támogat), és a kommunista vörös khmerek (Észak-Vietnám és Kína támogatottjai) között.
- 1971 – Piacra kerül John Lennon Imagine című nagylemeze, és azonnal a slágerlista élére kerül.
- 1975 – Az Amerikai Egyesült Államok elindítja a Marsra a Viking–2 űrszondát.
- 1982 – Szárazréti autóbusz-baleset
- 1990 – George H. W. Bush amerikai elnök és Mihail Gorbacsov szovjet elnök és pártfőtitkár találkozója Helsinkiben.
- 2001 – Magukat arab újságíróknak kiadó Al-Káida tagok egy kamerába rejtett robbanószerkezettel megölik Ahmed Sah Maszúdot az Afgán Északi Liga vezetőjét.

## Sportesemények
Formula–1
- 1973 –  olasz nagydíj, Monza - Győztes:  Ronnie Peterson  (Lotus Ford Cosworth)
- 1979 –  olasz nagydíj, Monza - Győztes: Jody Scheckter  (Ferrari)
- 1984 –  olasz nagydíj, Monza - Győztes: Niki Lauda  (McLaren TAG Porsche)
- 1990 –  olasz nagydíj, Monza - Győztes:  Ayrton Senna  (McLaren Honda)
- 2007 –  olasz nagydíj, Monza - Győztes: Fernando Alonso  (McLaren Mercedes)
- 2012 –  olasz nagydíj, Monza - Győztes: Lewis Hamilton  (McLaren Mercedes)

## Születések
- 0214 – Claudius Lucius Valerius Domitius Aurelianus római császár, uralk. 270 – 275-ig († 275)
- 0384 – Flavius Honorius római császár († 423)
- 1349 – III. Albert osztrák herceg († 1395)
- 1585 – Armand Jean du Plessis de Richelieu francia bíboros, államférfi, XIII. Lajos francia király főminisztere, az Académie Française alapítója († 1642)
- 1737 – Luigi Galvani olasz orvos, fiziológus († 1798)
- 1778 – Clemens Brentano német író és költő, az úgynevezett heidelbergi romantika fontos képviselője († 1842)
- 1826 – I. Frigyes badeni nagyherceg († 1907)
- 1828 – Lev Nyikolajevics Tolsztoj orosz író († 1910)
- 1831 – Izsó Miklós magyar szobrászművész († 1875)
- 1845 – Acsády Ignác magyar műfordító, történetíró († 1906)
- 1852 – John Henry Poynting Royal-éremmel kitüntetett angol fizikus († 1914)
- 1873 – Max Reinhardt (er. Max Goldmann), osztrák színész, színházi rendező († 1943)
- 1894 – Gulácsy Irén (Pálffy Jenőné) magyar írónő († 1945)
- 1896 – Kozma István honvéd vezérőrnagy, a székely határvédelmi erők parancsnoka  († 1951)
- 1909 – Pogány Frigyes magyar építész, művészettörténész, a művészettörténeti tudományok doktora († 1976)
- 1920 – Márkus István magyar író, kritikus, szociológus († 1997)
- 1922 – Darvas Magda magyar színésznő († 1992)
- 1923
  - Cliff Robertson Oscar-díjas amerikai színész (Charly – Virágot Algernonnak) († 2011)
  - Daniel Carleton Gajdusek Nobel-díjas magyar-szlovák származású amerikai fiziológus, virológus és orvoskutató († 2008)
- 1929 – Hanák Tibor magyar újságíró, esszéíró, kritikus, filozófus és filozófiatörténész, a filozófia doktora († 1999)
- 1929 – Simonek Lídia világbajnoki ezüstérmes magyar kézilabdázó († 2013)
- 1931 – Latinovits Zoltán Kossuth-díjas magyar színművész († 1976)
- 1935 – Hajím Topól Golden Globe-díjas izraeli színész († 2023)
- 1937 – Sütő József magyar atléta, hosszútávfutó, autótechnikus.
- 1938 – Berczelly István Kossuth-díjas magyar operaénekes († 2024)
- 1941 – Otis Redding amerikai soul-énekes († 1967)
- 1941 – Dennis M. Ritchie amerikai informatikus, a UNIX cég alapítója († 2011)
- 1943 – Fodor István magyar régész, muzeológus († 2021)
- 1948 – Jacqueline Taïeb tunéziai születésű francia énekesnő és dalszerző
- 1950 – Bor Adrienne magyar színésznő
- 1951 – Tordasi Ildikó magyar vívó, olimpiai bajnok († 2015)
- 1953 – Kőrössi P. József magyar költő, kritikus
- 1955 – Kari Györgyi magyar színésznő
- 1956 – Szokolay Zoltán magyar író, versmondó-, előadóművész († 2020)
- 1957 – Mucsi Zoltán Jászai Mari-díjas magyar színész, érdemes művész
- 1960 – Hugh Grant Golden Globe-díjas angol színész
- 1961 – Zubornyák Zoltán, magyar színész, rendező, színházigazgató, producer
- 1966 – Adam Sandler amerikai színész
- 1968 – Jóna Dávid magyar költő
- 1972 – Goran Višnjić horvát színész
- 1974 – Zavadszky Gábor magyar válogatott labdarúgó († 2006)
- 1974 – Hujber Ferenc magyar színész
- 1979 – Lukas Behnken amerikai színész
- 1982 – Péter Szabó Szilvia magyar énekesnő, a NOX énekesnője
- 1983 – Simkó Katalin magyar színésznő
- 1984 – Andrey Silnov orosz magasugró
- 1985 – Luka Modrić horvát labdarúgó
- 1987 – Clayton Snyder amerikai színész
- 1988 – Vass Ádám válogatott labdarúgó
- 1997 – Szabó Balázs Máté magyar humorista

## Halálozások
- 1000 – I. Olaf norvég király (* 964 k.)
- 1087 – Hódító Vilmos angol király, franciaországi hadjárata során (* 1027 körül)
- 1312 – Wittelsbach Ottó magyar király, Alsó-Bajorország hercege (* 1261)
- 1398 – I. Jakab ciprusi király (* 1334)
- 1488 – II. Ferenc breton herceg (* 1433)
- 1513 – IV. Jakab skót király (* 1473)
- 1569 – idősb Pieter Bruegel a neves flamand festőcsalád első, legjelentősebb tagja, a 16. század legnagyszerűbb flamand festője (* 1525)
- 1829 – Vitkovics Mihály költő, műfordító (* 1778)
- 1849 – Georg Rukavina császári és királyi táborszernagy (* 1777)
- 1866 – Czuczor Gergely költő, nyelvész, bencés tanár, az MTA tagja (* 1800)
- 1870 – Boczkó Dániel kormánybiztos (* 1789)
- 1897 – Pulszky Ferenc politikus, régész, műgyűjtő (* 1814)
- 1898 – Stéphane Mallarmé francia szimbolista költő (* 1842)
- 1901 – Henri de Toulouse-Lautrec francia festőművész, grafikus, illusztrátor, a posztimpresszionizmus mestere (* 1864).
- 1924 – Tagányi Károly levéltáros, történész, etnográfus (* 1858)
- 1932 – Szokolyi Alajos olimpiai bronzérmes atléta (* 1871)
- 1948 – Bíró Lajos író, újságíró, forgatókönyvíró (* 1880)
- 1955 – Zsirai Miklós Kossuth-díjas nyelvész, akadémikus (* 1892)
- 1960 – Jussi Björling svéd operaénekes (tenor) (* 1911)
- 1971 – Bethlen Pál magyar ügyvéd, nagybirtokos, felsőházi tag (* 1883)
- 1976 – Mao Ce-tung tanító, kommunista forradalmár, a Kínai Népköztársaság első kormányfője (* 1893)
- 1978 – Jack Warner amerikai filmes, a Warner Brothers stúdió alapítója (* 1892)
- 1979 – Norrie Paramor brit lemezproducer, zeneszerző, rendező és karmester, akinek jelentős része volt abban, hogy az 1950-es években az Egyesült Királyságban is megjelent a rock and roll (* 1914)
- 1980 – John Howard Griffin amerikai író (* 1920)
- 1984 – Máté Péter magyar zeneszerző, előadóművész (* 1947)
- 1987 – Garai Gábor Kossuth-díjas magyar költő, író, műfordító (* 1929)
- 1993 – Helen O’Connell amerikai énekesnő (* 1920)
- 1995 – Dózsa György alezredes, A pestvidéki gépgyár berepülő pilótája, vadászpilóta. (* 1945)
- 1995 – Móricz Virág magyar regényírónő, Móricz Zsigmond leánya (* 1909)
- 2003 – Teller Ede magyar származású amerikai atomfizikus, „a hidrogénbomba atyja” (* 1908)
- 2019 – Hantz Lám Irén erdélyi magyar tanár, szakíró, geográfus, Lám Béla lánya (* 1937)
- 2024
  - James Earl Jones Oscar-díjas amerikai színész (* 1931)
  - Caterina Valente olasz-francia énekesnő, gitáros, táncosnő, színésznő (* 1931)

## Nemzeti ünnepek, emléknapok, világnapok
- A Koreai Népi Demokratikus Köztársaság kikiáltásának napja
- Tádzsikisztán: a függetlenség napja, 1991, nemzeti ünnep